# Институт по микроелектроника
Институт по микроелектроника (ИМЕ) е исторически български научноизследователски институт, съществувал от 70-те до 90-те години на 20 век и допринесъл за успехите на микроелектрониката и по-специално за успешното производство на компютри в България.

## История
Новият Централен институт за елементи (ЦИЕ), израства от секция „Силиций“ при Физическия институт на БАН през април 1967 г. и е оглавен от Йордан Касабов, който успява да зарази с ентусиазма си младия колектив. Чрез планарна технология се създават първите интегрални схеми от рода на тригери, броячи, преместващи регистри, матрици от логически елементи. За доказване на функционалността им, паралелно се конструира уникална апаратура за тестване.
Правителството организира паралелен институт за проектиране на електронни калкулатори (НИПКИЕК). Елементната база на тези калкулатори ще бъде създавана в ЦИЕ. Крайната продукция ще се продава главно в Съветския съюз. За удовлетворяване на тогавашните изисквания, а именно ръководните постове да бъдат заемани само от комунисти, 41-годишният Йордан Касабов спешно е произведен в партиен член.
Първите 3 – 4 години са особено плодотворни. Работи се с високо темпо и следват успех след успех. Йордан Касабов защитава професорска дисертация за създадената под негово ръководство технология на производството на MOS интегрални схеми с микрорезистори. Правителствени делегации идват на посещения. Пристигат и специалисти от СССР, за да видят с очите си постигнатите резултати и как е организирана работата. А резултатите са съизмерими с постижения в САЩ и Япония. Фирмата Rockwell International, с която предварително е бил установен контакт по времето на посещение на Йордан Касабов и Любомир Антонов (директор на НИПКИЕК) в Калифорния, отправя предложение за съвместна работа в областта на масовите дигитални изделия, като фирмата доставя технология и оборудване за производство на интегрални схеми, а България поема разработката и производството на електронни устройства, предназначени за европейския пазар, на базата на тези схеми. Преговорите се водят бързо и резултатно в София, но в крайна сметка договор не може да бъде подписан. От страна на директора на външнотърговската организация Изотимпекс била измънкана неопределена и неясна причина.
ЦИЕ бива преименуван на Институт по микроелектроника, получава собствена сграда с пристройки и продължава бързо да се разраства. Закупуват се скъпи компютри, технологични машини и тестери. Значителна част от необходимото специфично оборудване се разработва и произвежда в единични бройки в самия институт. Защитени са многобройни авторски свидетелства (патенти).

## Дейност
Основните дейности в ИМЕ обхващат проектиране на интегралните схеми и тяхното производството в технологична линия, създадена със собствени сили и включваща модерни процеси като фотолитография, високотемпературни процеси (окисление и дифузия), химично парно отлагане, йонна имплантация, плазмено ецване, отлагане на метални слоеве чрез изпарение и разпрашване, корпусиране на ИС. Производството е както в услуга на научните експерименти, така и в неголеми серии, предназначени за крайни потребители. Паралелно се извършват физичен контрол, изготвяне на компютърни модели на прибори и процеси, разработка на тестове. Произведените чипове се тестват още докато са заедно на силициевата пластина (на английски: wafer testing), след което годните се корпусират и окончателно тестват още веднъж. Организиран е следователно пълен и завършен цикъл от идеята и проектирането до предаването на готовата продукция. Освен собствената технологична линия на ИМЕ, в Ботевград бива построен и цял завод за интегрални схеми (т.е. линия с голям производствен капацитет). И двете линии са настроени според разработените в ИМЕ технологически процеси. Появяват се много нови клиенти.
В крак с времето технолози и проектанти изпробват и усвояват нови технологии (CMOS, BiCMOS и др.). Богатият набор от проектираните и произвеждани в ИМЕ интегрални схеми съдържа: процесорни и периферни схеми – аналози на популярни образци на западни фирми, памети от различни типове (RAM, ROM, EPROM и др.) и с постоянно нарастващ обем, оригинални специализирани схеми ASIC (на английски: application-specific integrated circuit, програмируеми матрици от различен тип, аналогово-цифрови и цифрово-аналогови преобразуватели и др. Мощен отдел за автоматизация на проектирането поддържа софтуерните нужди на проектантите.
В първите години ИМЕ е част от Държавното стопанско обединение ИЗОТ, но след това преминава в състава на Комбинат „Микроелектроника“, Ботевград. Специалистите на ИМЕ перманентно консултират и оказват всякаква компетентна помощ на Завода за MOS интегрални схеми в Ботевград.